# Балдасаре Лонгена
Балдасаре Лонгена (на италиански: Baldassare Longhena; * 1598 (?) вероятно във Венеция; † 18 февруари 1682 също там) е италиански барок архитект във Венеция.
Родителите му са от Лонгена (провинция Бреша) и живеят в Мароггиа.
Той учи при Винченцо Скамоци. От 1631 до 1687 г. той строи църквата Санта Мария дела Салуте. През 1623 г. той преструктуира Джустиниан-Лолин-Палат, след това строи палати, църкви и църковни фасади.

## Галерия
- Ca' Rezzonico
- Ca' Pesaro
- Palazzo Belloni-Battagia
- Ospedaletto, Venice
- Santa Maria degli Scalzi
- Scola spagnola
- Villa Angarano
- Кула на църквата
 Santa Maria del Soccorso, Ровиго
- Chiesa Arcipretale di Santa Maria Assunta, Лорео